# کیچوو
کیچوو (به لاتین: Kichevo) یک منطقهٔ مسکونی در بلغارستان است که در شهرستان اکساکاوو واقع شده‌است. کیچوو ۳۶۰ متر بالاتر از سطح دریا واقع شده‌است.